# Drjanowec (obwód Razgrad)
Drjanowec (bułg. Дряновец) – wieś w Bułgarii, w obwodzie Razgrad, w gminie Razgrad. W 2023 roku liczyła 890 mieszkańców.